# Игдавлетов, Зайни Сираевич
Зайни Сираевич Игдавлетов (4 января 1913 года, д. Аптраково, Стерлитамакский уезд, Уфимская губерния — 13 июня 1982 года, Уфа) — актёр Башкирского академического театра драмы. Народный артист Башкирской АССР (1970).

## Биография
Игдавлетов Зайни (Зайний) Сираевич родился 4 января 1913 года в деревне Аптраково Стерлитамакского уезда Уфимской губернии (Мелеузовский район РБ).
В 1937 году окончил Башкирское театрально-художественное училище (педагог М. А. Магадеева).
По окончании училища в 1936—1974 годах работал в Башкирском академическом театре драмы имени Мажита Гафури.
В Уфимском Театре кукол ставил спектакли: «Аладдиндың серле лампаһы» («Волшебная лампа Аладдина»; 1955) Н. В. Гернет, «Хан батыр» (Хан-батыр; 1957) И.Нигматуллина, «Серле кая» («Таинственная скала»; 1960) Ш. Г. Насырова и др.

## Роли в спектаклях
Вафа («Башмагым»), Колой Тархан («Хужа Насретдин» — «Ходжа Насретдин» Н.Исанбета), Шакур («Бажалар» — «Свояки» И. А. Абдуллина); в классич. репертуаре — Жевакин («Әйләнеү» — «Женитьба» Н. В. Гоголя), Миллер («Мәкер һәм мөхәббәт» — «Коварство и любовь» Ф.Шиллера), Бессеменов («Мещандар» — «Мещане» М.Горького), Симоне («Мут егет» — «Плут» по пьесе «Лиола» Л.Пиранделло), и др..
На сцене Театра кукол поставил спектакли: «Аладдиндың серле лампаһы» («Волшебная лампа Аладдина»; 1955) Н. В. Гернет, «Хан батыр» (Хан-батыр; 1957) И.Нигматуллина, «Серле кая» («Таинственная скала»; 1960) Ш. Г. Насырова и др
Снимался в кинофильме «В ночь лунного затмения» (Свердловская к/ст, 1978).

## Награды и звания
- Орден «Знак Почёта» (1955)
- Народный артист Башкирской АССР (1970)
- Заслуженный артист Башкирской АССР (1954)

## Память
Именем артиста названа улица в деревне Аптраково. В Уфе на доме, где жил Игдавлетов установлена мемориальная доска.